# Licania vaupesiana
Licania vaupesiana är en tvåhjärtbladig växtart som beskrevs av Ellsworth Paine Killip och José Cuatrecasas. Licania vaupesiana ingår i släktet Licania och familjen Chrysobalanaceae. Inga underarter finns listade i Catalogue of Life.